# Calm After the Storm
Calm After the Storm é uma canção da dupla holandesa The Common Linnets (Ilse DeLange e Waylon). A canção foi escolhida para representar a Holanda no Festival Eurovisão da Canção 2014 na Dinamarca, na primeira semifinal, terminando em 1.º lugar com 150 pontos, conseguindo passar à final e classificando-se em 2.º lugar com 238 pontos na final. Ilse DeLange e Waylon apresentaram a sua canção de Festival Eurovisão da Canção 2014, pela primeira vez no programa de televisão holandesa "De Wereld Draait Door" no dia 12 de março. Eles lançaram a versão final da canção, no dia 13 de março.
O vídeo da música, filmado inteiramente em preto-e-branco, foi filmado em março de 2014 em Edam.
Depois de ter ficado o primeiro lugar na primeira semifinal do Festival Eurovisão da Canção, em Copenhaga no dia 6 de maio de 2014, a canção terminou em segundo lugar na final em 10 de maio de 2014, apenas atrás da canção vencedora "Rise Like a Phoenix" de Conchita Wurst da Áustria. Esta foi a classificação mais alta para os Países Baixos, desde da sua última vitória em 1975.

## Autores
| AUTORES                                                                          |
| -------------------------------------------------------------------------------- |
| Letrista: Ilse DeLange, JB Meijers, Rob Crosby, Matthew Crosby, Jake Etheridge   |
| Compositor: Ilse DeLange, JB Meijers, Rob Crosby, Matthew Crosby, Jake Etheridge |

## Videoclipe
O vídeo da música, filmado inteiramente em preto-e-branco, foi filmado em março de 2014 em Edam.

## Lista de posições

### Paradas semanais
| Chart (2014)                                   | Melhor Posição |
| ---------------------------------------------- | -------------- |
| Austrália (ARIA)                               | 66             |
| Áustria (Ö3 Austria Top 75)                    | 3              |
| Bélgica (Ultratop 50 de Flandres)              | 1              |
| Bélgica (Ultratop 50 da Valônia)               | 20             |
| Dinamarca (Hitlisten)                          | 2              |
| Finlândia (Suomen virallinen lista)            | 6              |
| França (SNEP)                                  | 102            |
| O campo songid é OBRIGATÓRIO PARA PARADA ALEMÃ | 3              |
| Hungria (Single Top 40)                        | 4              |
| Irlanda (IRMA)                                 | 4              |
| Países Baixos (Single Top 100)                 | 1              |
| Países Baixos (Dutch Top 40)                   | 2              |
| Escócia (Scottish Singles Chart)               | 8              |
| Espanha (PROMUSICAE)                           | 5              |
| Suécia (Sverigetopplistan)                     | 36             |
| Suíça (Schweizer Hitparade)                    | 3              |
| Reino Unido (UK Singles Chart)                 | 9              |